# Religió a Luxemburg
La religió a Luxemburg es divideix entre diverses confessions religioses. A partir del 2008, el 73% dels luxemburguesos s'adhereixen a les formes de cristianisme -68,8% són catòlics, l'1,8% són protestants, mentre que l'1,9% s'adhereixen a altres denominacions cristianes, especialment el cristianisme ortodox-. El 2,6% de la població segueix les religions no cristianes i el 25% dels luxemburguesos són ateus o agnòstics.

## Demografia
Des de 1979 ha estat il·legal per al govern recopilar estadístiques sobre les creences o pràctiques religioses. D'acord amb un estudi de l'any 2010 realitzat pel Pew Research Center el 70,4% són cristians, 2,3% musulmans, 26,8% no afiliats a cap religió i 0,5% d'altres religions.
Segons l'enquesta de l'Eurobaròmetre del 2005,
- 44% dels ciutadans luxemburguesos va respondre que «ells creuen que n'hi ha un Déu»".
- 28% va respondre que «ells creuen que hi ha algun tipus d'esperit o força vital».
- 22% va respondre que «no creuen que hi hagi cap tipus d'esperit, Déu o força vital».

## Intervenció de l'Estat
Luxemburg és un Estat laic, però el Gran Ducat reconeix i recolza diverses religions, a canvi que es permeti a l'Estat interferir en algun dels seus assumptes. Aquest acord, atorgat per primera vegada a l'Església Catòlica Romana, al Concordat del 1801 -en temps de Napoleó-, els principis del qual s'han continuat aplicant a Luxemburg, malgrat la seva separació de França el 1815 i la seva posterior unió amb el Regne Unit dels Països Baixos.
Malgrat tenir les mateixes arrels que la posició oficial de França de la laïcitat, l'enfocament de Luxemburg amb la religió ha pres una direcció diferent en els últims 200 anys, la reducció de la separació entre Església i Estat, no augmentat. L'estat reconeix actualment les religions oficials al catolicisme romà, al judaisme, cristianisme ortodox grec i rus, i el protestantisme. El 2003, els representants de l'islamisme, l'anglicanisme i el cristianisme ortodox romanès i serbi participen en converses per aconseguir un estatus similar, fins a l'actualitat sense èxit.